# Pacte du Pardo
Pour les articles homonymes, voir Pardo.
Le Pacte du Pardo est un accord signé la veille de la mort d'Alphonse XII d'Espagne, le 24 novembre 1885, au Palais du Pardo (Madrid), en vertu duquel le Parti Conservateur et le Parti Libéral, qui deviennent dès lors des « partis dynastiques », conviennent de la mise en place d'une alternance politique exclusive, désignée par l'historiographie sous le nom de turno pacífico ou turnismo.
Cánovas, alors premier ministre, craignant que les Carlistes et le parti républicain ne prennent le pouvoir et, voulant s'assurer de la loyauté et du soutien du parti libéral, suggère à la régente Marie-Christine de Teschen de donner le pouvoir au leader libéral Sagasta, ce qu'elle fit.
Cette alternance politique se réalisa grâce à l'appui des caciques répartis dans les différentes régions d'Espagne, qui servaient d'intermédiaires entre le gouvernement et le peuple. Le but recherché était de mettre fin aux pronunciamientos militaires qui n'avaient cessé de conditionner la vie politique du pays depuis le début du siècle. Relativement efficace au cours des premières décennies, le système fut ensuite de plus en plus perçu comme illégitime par la population, entrant dans une crise progressive dont il ne devrait pas sortir. Ainsi en Catalogne, les partis dynastiques furent marginalisés au profit des partis régionalistes et républicains à partir des années 1910. Ce pacte fut cependant maintenu jusqu'en 1923, année où la crise définitive du système de la restauration amena le roi Alphonse XIII à solliciter le général Primo de Rivera pour instaurer et diriger une dictature. En 1931, les élections municipales sont un affligeant désaveu pour la monarchie, qui se trouve en claire minorité dans la grande majorité des capitales de province du pays, et débouchent sur la Seconde République.

## Source
- (es) Cet article est partiellement ou en totalité issu de l’article de Wikipédia en espagnol intitulé « Pacto de El Pardo » (voir la liste des auteurs).